# Hawar Mulla Mohammed
Hawar Mulla Mohammed Taher Zebari (Mosul, 1º giugno 1981) è un ex calciatore iracheno, di ruolo ala.

## Palmarès

### Club

#### Competizioni nazionali
- Campionato iracheno: 1

Al-Quwa Al-Jawiya: 2004-2005
- Campionato libanese: 1

Ansar: 2005-2006
- Supercoppa di Cipro: 1

Apollōn Limassol: 2006